# Henderson-szigeti gyümölcsgalamb
A Henderson-szigeti gyümölcsgalamb (Ptilinopus insularis) a madarak osztályának galambalakúak (Columbiformes) rendjébe és a galambfélék (Columbidae) családjába tartozó faj.

## Előfordulása
A faj endemikus a Pitcairn-szigetekhez tartozó Henderson-szigeten. Természetes élőhelye trópusi és bozótos erdők. Korábban három másik, csak itt megtalálható galambfajjal osztozott az élőhelyeken, melyek azonban kihaltak, feltehetően a körülbelül 10. században ideérkező polinéziaiaknak köszönhetően.

## Fordítás
- Ez a szócikk részben vagy egészben  a   Henderson fruit dove című angol Wikipédia-szócikk ezen változatának fordításán alapul.  Az eredeti cikk szerkesztőit annak laptörténete sorolja fel. Ez a jelzés csupán a megfogalmazás eredetét és a szerzői jogokat jelzi, nem szolgál a cikkben szereplő információk forrásmegjelöléseként.